# Jack Youngblood
Herbert Jackson Youngblood III (Jacksonville, Florida, 26 de enero de 1950), más conocido como Jack Youngblood, es un exjugador profesional estadounidense de fútbol americano que se desempeñó en la posición de defensive end en la National Football League (NFL). Es miembro del Salón de la Fama del Fútbol Americano Profesional.

## Carrera
Youngblood jugó como profesional catorce temporadas en Los Angeles Rams (1971-1984), equipo en el que se retiró.

## Reconocimiento
El 4 de agosto de 2001, ingresó como miembro al Salón de la Fama del Fútbol Americano Profesional.